# Jeff Melman
Jeff Melman é um produtor e realizador de séries televisivas estadunidense. Já trabalhou para as séries Grey's Anatomy, Malcolm in the Middle, Everybody Loves Raymond,Ugly Betty,Frasier e Desperate Housewives, entre outras. Foi também produtor em Oliver Beene, Laverne and Shirley, and Night Court.